# Кръстан Кръстанов
Кръстан Тодоров Кръстанов е български партизанин, офицер, генерал-майор.

## Биография
Кръстан Кръстанов е роден през 1915 година в софийското село Волуяк. През 1939 година става член на БРП (к).
Участва в Съпротивителното движение по време на Втората световна война. Преминава в нелегалност и е партизанин в Шопския партизански отряд и Трънския партизански отряд (1944).
След 9 септември 1944 г. служи в Българската армия. Военно звание генерал-майор. Към 1946 г. учи в Народното военно училище в София. Бил е началник на катедра „БТ и МВ“ на Военната академия през 50-те години. Към 1965 г. е началник на факултет във Военната академия.
Автор на мемоарната книга „Ще ви обичам и след смъртта“, издателство „Народна младеж“, 1981